# 泡锯梭螺
泡锯梭螺（学名：Prionovolva bulla）为梭螺科锯梭螺属的动物。分布于日本以及中国大陆的中国沿海等地。该物种的模式产地在中国沿海。